# Hannah Chadwick
Hannah Chadwick (* ca. 1992 in China) ist eine US-amerikanische Paracyclerin. Sie ist sehbehindert und startet in der Kategorie B mit einer sehenden Partnerin auf einem Tandem.

## Werdegang
Hannah Chadwick ist von Geburt an nahezu blind. Sie wurde in China geboren und lernte ihre leiblichen Eltern nie kennen. Zunächst lebte sie bei einer Pflegefamilie auf einem Bauernhof in der Provinz Hunan, bis sie in ein Waisenhaus geschickt wurde. Als sie zwölf Jahre alt war, wurde sie von dort von einem US-amerikanischen Ehepaar – Patricia Chadwick und Stephen Dias (1952–2012) – adoptiert; ihr Adoptivvater saß im Rollstuhl und war ein Behinderten-Aktivist. Sie wuchs in Arcata auf und besuchte dort erstmals eine Schule; ihre Adoptiveltern ermunterten sie stets zur Selbständigkeit. 2011 schloss sie die High School ab und machte mehrere Reisen, darunter nach China. 2016 beendete sie ihr Studium der Fächer Internationale Beziehungen und Mandarin-Chinesisch an der University of California in Davis mit dem Bachelor.
2019 meldete sich Chadwick spontan zu einem Training im U.S. Olympic & Paralympic Training Center in Colorado Springs an. Ihre erste sehende Pilotin auf dem Tandem war die Radsportlerin Mary-Kate Wintz, mit der sie 2022 an ihren ersten Weltmeisterschaften teilnahm und im Sprint Platz fünf belegte. Ab Anfang 2023 trainierte sie gemeinsam mit ihrer neuen Partnerin Skyler Espinoza, einer ehemaligen Ruderin. Im selben Jahr errangen die beiden Sportlerinnen bei den Parapanamerikanischen Spielen 2023 in Santiago de Chile jeweils Gold in der Verfolgung und im 1000-Meter-Zeitfahren.
Bei den Weltmeisterschaften in Glasgow belegte das Duo 2023 Rang drei im Sprint. 2024 wurde das US-amerikanische Team mit Chadwick bei den Bahnweltmeisterschaften in Rio de Janeiro Dritte im Mixed-Teamsprint. Im selben Jahr wurden sie und ihre Pilotin Skyler Espinoza für die Sommer-Paralympics in Paris nominiert.

## Ehrungen
Im Juli 2024 erhielt Hannah Chadwick den Emerging Leader Award 2024 des University of California Education Abroad Program.

## Erfolge
2023
- Weltmeisterschaft – Sprint
- Parapanamerikanische Spiele – Verfolgung, 1000-Meter-Zeitfahren

2024
- Weltmeisterschaft – Teamsprint (Mixed) B